# Şərurspor PFK
Şərurspor PFK (ázerbájdžánsky: Şərurspor Peşəkar Futbol Klubu) je ázerbájdžánský fotbalový klub sídlící v hlavním městě Baku. Klub byl založen v roce 2015.
Své domácí zápasy odehrává na stadionu Bayıl stadionu s kapacitou 3 000 diváků.

## Umístění v jednotlivých sezonách
Zdroj: 
Legenda: Z - zápasy, V - výhry, R - remízy, P - porážky, VG - vstřelené góly, OG - obdržené góly, +/- - rozdíl skóre, B - body, červené podbarvení - sestup, zelené podbarvení - postup, fialové podbarvení - reorganizace, změna skupiny či soutěže
| Ázerbájdžán (2015 – ) |                   |        |    |   |   |    |    |    |     |    |        |
| Sezóny                | Liga              | Úroveň | Z  | V | R | P  | VG | OG | +/- | B  | Pozice |
| 2015/16               | Birinci Divizionu | 2      | 26 | 8 | 4 | 14 | 45 | 44 | +1  | 28 | 11.    |
| 2016/17               | Birinci Divizionu | 2      | 26 |   |   |    |    |    |     |    |        |